# 木匠マユリ
木匠 マユリ（もくしょう マユリ、1929年〈昭和4年〉10月17日 - 没年不明）は女優。東京市出身。本名・旧芸名は木匠久美子。
東京都立大森高等家政女学校（現・東京都立雪谷高等学校）卒業後、第1期東宝ニューフェイスに合格。『地下街二十四時間』（1947年）で銀幕デビューを果たす。1952年木匠マユリに改名する。1955年、在日米軍の中尉と結婚して渡米したが、離婚して帰国した。

## 出演作品
- 醉いどれ天使（1948年） - 花屋の娘 役
- 空気の無くなる日（1949年） -
- 石中先生行状記（1950年） - 娘・モヨ子 役
- 結婚行進曲（1951年） - 鯛子 役
- 三等重役（1952年） - 木原トキ子 役
- 天晴れ一番手柄 青春銭形平次（1953年） - お駒 役
- 夫婦（1953年） - 藤野ミエ子 役
- どぶ（1954年） - 弘美 役
- 浮雲（1955年） - 飲み屋の娘 役
- ゴジラの逆襲（1955年） - 井上やす子 役[1][2]
- 狐と狸（1959年）[1]
- がめつい奴（1960年） - バーの女給 役